# Gina Grain
Gina Grain (Mont-real, 16 de juny de 1974) és una ciclista canadenca, ja retirada, que combinà tant la carretera com la pista. En el seu palmarès destaca el Campionat del Canadà en ruta del 2008 i una medalla de plata als Campionats del Món en scratch del 2006. El 2008 va prendre part, sense sort, en els Jocs Olímpics d'Estiu.

## Palmarès
- 2003
  - Vencedora d'una etapa al Tour del Gran Mont-real
- 2004
  - 1a a la CSC Invitational
  - Vencedora d'una etapa al Nature Valley Grand Prix
- 2006
  - 1a al Tour de Gastown
- 2007
  -  Campiona del Canadà en ruta
- 2008
  - 1a al Tour de Gastown
- 2009
  - Vencedora d'una etapa al Tour de Gila